# Niebo
Niebo è stata una rivista quadrimestrale (con qualche irregolarità) di poesia e letteratura, fondata nel giugno 1977 e chiusa nel marzo 1980, di cui sono usciti 11 numeri.
In redazione vi erano Emi Rabuffetti, Antonio Mungai, Ivano Fermini, Alberto Schieppati, Giancarlo Pontiggia, Cesare Lievi, Marta Bertamini e Roberto Mussapi, oltre al direttore Milo De Angelis, negli ultimi numeri sostituito da Schieppati e Rabuffetti.
I numeri 2-3 (dedicato a Friedrich Hölderlin) e 9-10 (dedicato a Bolesław Leśmian) furono doppi. Altri numeri monografici sono stati dedicati a Lucrezio (n. 4), Yves Bonnefoy (n. 5), Georg Trakl (n. 8) e Ion Barbu (n. 7). Anche il n. 6 ruota attorno a un tema, quello della fiaba.
La "poetica" della rivista si richiama a scrittori legati al mito, alla fiaba e a un certo animismo, come Paul Celan, Gottfried Benn, Gérard de Nerval, Maurice Blanchot, Trakl, Hölderlin, Bonnefoy, Lucrezio, ma soprattutto a Bolesław Leśmian che De Angelis aveva letto a Varsavia l'inverno precedente la fondazione. Da questo incontro viene anche il nome "Niebo", che in polacco significa "cielo".

## Collaboratori
Hans Christian Andersen (tradotto da Maria Melegari) - Ion Barbu (tradotto da Cristina Zaccanti e Mioara Munteanu) - Giovanbattista Basile - Mario Baudino - Marta Bertamini - Giovanni Bignone - Francesco Bongiorno - Yves Bonnefoy (tradotto da Michele Corrieri, Francesco Bongiorno e Milo De Angelis) - Nanni Cagnone - Dario Capello - Giorgio Capitanio - Alberto Cappi - Alen Carraro - Elisabetta Carta - Enrico Casaccia - Anna Celeste - Giorgio Celli - Alessandro Ceni - Massimo Cescon - Giuseppe Conte - Michelangelo Coviello - Elena Dal Monte - Milo De Angelis - Niccolò De Mari - Annamaria Ducati - Ivano Fermini - Aldo Ferraris - Lucetta Frisa - Umberto Garelli - Stefan George - Peter Gomez - Cesare Greppi - Vincenzo Guarracino - Friedrich Hölderlin (introdotto da Jean-Louis Houdebine) - Valérie Léfébure - Bolesław Leśmian (tradotto da Pietro Marchesani) - Cesare Lievi - Maria Lia Lotti - Tito Lucrezio Caro - Angelo Lumelli - Pietro Marchesani - Alberto Mari - Gabriella Massa - Angelo Maugeri - John Montague (tradotto da Ottavio Di Fido) - Achille Motta - Marco Mottolese - Antonio Mungai - Roberto Mussapi - E. Okum - Cosimo Ortesta - Stefano Pizzamiglio - Giancarlo Pontiggia - Giulio Prosperi Porta - Emi Rabuffeti - Dolfina Ranieri - Arthur Rimbaud (tradotto da Milo De Angelis, Valeria Drovandi e Vincenzo Guarracino) - Alberto Schieppati - Michel Serres - Adriano Spatola - Paola Spera - Georg Trakl (tradotto da Emi Rabuffetti, Antonio Mungai, Marta Bertamini e Cesare Lievi) e Swāmi Vivekānanda.